# Финк, Джордж
Джордж Фре́дерик Финк (англ. George Frederick Fink; род. 1940) — канадский кёрлингист.
В составе мужской сборной Канады чемпион мира и Канады 1966 года.
Играл на позиции третьего.

## Достижения
- Чемпионат мира по кёрлингу среди мужчин: золото (1966).
- Чемпионат Канады по кёрлингу среди мужчин: золото (1966).

- Команда «всех звёзд» (англ. All Star Team) мужского чемпионата Канады: 1967[2].

## Команды
| Сезон   | Четвёртый    | Третий      | Второй       | Первый     | Турниры           |
| ------- | ------------ | ----------- | ------------ | ---------- | ----------------- |
| 1965—66 | Рон Норткотт | Джордж Финк | Берни Спаркс | Фред Стори | ЧК 1966 · ЧМ 1966 |
| 1966—67 | Рон Норткотт | Джордж Финк | Берни Спаркс | Фред Стори | ЧК 1967 (4 место) |

(скипы выделены полужирным шрифтом)

## Частная жизнь
Работал во многих компаниях в нефтяном и газовом бизнесе, в том числе как исполнительный директор (англ. CEO) или президент. В 1966 году, когда команда с его участием стали чемпионами Канады и мира, работал в компании Clarkson Gordon & Co.